# Arvo Aalto
Arvo Aulis Aalto (Rovaniemi, 13 luglio 1932 – 28 aprile 2025) è stato un politico finlandese.

## Biografia
Dal 1969 al 1977 fu segretario del Partito Comunista Finlandese. In quell'anno, venne chiamato a ricoprire la carica di Ministro del lavoro nei governi Sorsa II e Koivisto II.
Una volta terminata la sua funzione di ministro, tornò alla segreteria del Partito Comunista, di cui poi assunse la presidenza dal 1984 al 1988.